# Ruth Baumberger
Ruth Baumberger, schweizisk orienterare som tog brons i stafett vid VM 1978.